# Harold Barron
Pour les articles homonymes, voir Barron.
Harold Earl « Hal » Barron (né le 29 août 1894 à Berwyn et décédé le 5 octobre 1978 à San Francisco) est un athlète américain spécialiste du 110 mètres haies. Affilié au Meadowbrook Club, il mesurait 1,83 m pour 64 kg.

## Biographie

### Palmarès
| Date | Compétition           | Lieu   | Résultat | Performance |
| ---- | --------------------- | ------ | -------- | ----------- |
| 1920 | Jeux olympiques d'été | Anvers | 2e       | 15 s 1      |

### Records
| Épreuve     | Performance | Lieu | Date |
| ----------- | ----------- | ---- | ---- |
| 120 y haies | 15 s 0      |      | 1917 |